# 迈娅·哈西宁-苏兰马
迈娅·哈西宁-苏兰马（芬蘭語：Maija Hassinen-Sullanmaa，1984年1月2日—），芬兰女子冰球运动员，场上位置是守门员。她曾代表芬兰国家队参加2006年冬季奥林匹克运动会冰球比赛，获得第4名。